# Is Anybody Down?
Is Anybody Down? era un sitio web dedicado a la pornografía de venganza fundado por Craig Brittain y Chance Trahan donde los usuarios podían subir de forma anónima fotografías de desnudos junto con información que identificaba a la persona en cuestión (incluidos nombres completos, direcciones, números de teléfono y capturas de pantalla de su perfil de Facebook). El sitio también contenía una sección de fotografías de desnudos titulada "recompensa anónima", donde a los usuarios se les ofrecía "cosas gratis" si podían proporcionar la información de Facebook o Twitter de cualquiera de las personas fotografiadas. El sitio cerró en abril de 2012, poco antes de una investigación del FBI sobre la propiedad del sitio.

## Investigación
Las actividades del sitio web y los operadores fueron investigadas por la Comisión Federal de Comercio (FTC) de los Estados Unidos, quien afirmó que cuando las personas contactaban con el sitio web, el sitio no respondía a sus solicitudes de eliminar la información. La FTC declaró en su queja administrativa que el sitio anunciaba servicios de eliminación de contenido bajo el nombre "Takedown Hammer" y "Takedown Lawyer" que podían eliminar las imágenes y el contenido de los consumidores del sitio a cambio de un pago de 200 a 500 dólares. La denuncia dice que los sitios para estos servicios eran propiedad de Craig Brittain y estaban operados por él. Marc Randazza, un destacado abogado especializado en la Primera Enmienda, recopiló pruebas de que los dos sitios son parte de la misma operación. Se ofreció a tomar el caso de cualquier persona cuyas imágenes se mostraran en Is Anybody Down? sin permiso.
Según un acuerdo anunciado en enero de 2015 por la Comisión Federal de Comercio, Brittain acordó eliminar todo el contenido del sitio y no abrir un sitio web nuevo o similar. La FTC dijo que Brittain había publicado fotografías e información explícitas de más de mil personas. Después de que varias agencias de noticias informaron sobre el acuerdo de la FTC, Brittain se quejó de que se estaban usando fotos suyas sin su permiso y envió una eliminación de la Ley de Derechos de Autor del Milenio Digital (DMCA) a Google objetando que 23 artículos permanecieran en su búsqueda.

## Cese de actividad
El 4 de abril de 2013, Brittain anunció a través de Twitter el cese de las operaciones del sitio web. Aunque se interpretó que los tuits de Brittain significaban que el sitio se cerraría por completo, Brittain transfirió el contenido del sitio a un nuevo dominio llamado ObamaNudes.com. Esto duró desde el 5 de abril hasta al menos el 15 de abril. El 11 de junio de 2013, ObamaNudes fue redirigido a otro servicio llamado DIYspies, alojado en una página de Facebook.

## Hechos posteriores
En 2015, Brittain y Trahan buscaron financiación para Dryvyng, una empresa de alquiler de vehículos que buscaba competir en el mercado con Uber y Lyft. Sus planes llamaron la atención cuando su propiedad y participación previa en Is Anybody Down? se hizo público.
Desde 2017, Brittain ha tenido un intento continuo de postularse como candidato de extrema derecha a senador de los Estados Unidos en el estado de Arizona.